# Xylethrus
Xylethrus Simon, 1895 è un genere di ragni appartenente alla famiglia Araneidae.

## Etimologia
Il nome deriva dal greco da ξὺλον, xylon, cioè legno, tronco, corteccia e dal greco ἦτρον, ètron, cioè addome, basso ventre, per la marcata somiglianza dell'opistosoma con un frammento di corteccia.

## Distribuzione
Le sei specie oggi note di questo genere sono state reperite in America meridionale e centrale.

## Tassonomia
Dal 2002 non sono stati esaminati esemplari di questo genere.
A maggio 2014, si compone di sei specie:
- Xylethrus ameda Levi, 1996 — Brasile
- Xylethrus anomid Levi, 1996 — Perù, Brasile
- Xylethrus arawak Archer, 1965 — Messico, Giamaica
- Xylethrus perlatus Simon, 1895 — Brasile
- Xylethrus scrupeus Simon, 1895 — dal Panama alla Bolivia, Brasile
- Xylethrus superbus Simon, 1895 — Perù, Bolivia, Paraguay, Brasile, Colombia[2]

### Sinonimi
- Xylethrus peruanus Archer, 1971; posta in sinonimia con X. superbus a seguito di un lavoro dell'aracnologo Levi (1996b)[1].
- Xylethrus trifidus Simon, 1895; posta in sinonimia con X. superbus Simon, 1895 a seguito di un lavoro dell'aracnologo Levi (1996b)[1].